# Panzerkampfwagen I Ausf. F
A Panzerkampfwagen I Ausf. F vagy VK 18.01 a második világháború során a náci Németország által fejlesztett „könnyű” harckocsi. Lényegében a Panzer I nehezebb altípusa.

## Története
A Panzer I F volt a Panzer I sorozat utolsó tagja. Miután Németország úgy döntött, hogy megtámadja Lengyelországot, a Panzer I alapján egy nehéz, gyalogsági támogató harckocsi fejlesztésébe kezdtek 1939 szeptemberében. A 21 tonnás harckocsit eredetileg VK. 18.01-nek nevezték, de később a Panzer I F lett hivatalosítva.
Mivel a harckocsi tömege megnőtt, így az egész futóművet át kellett tervezni, hogy a lehető legnagyobb páncélvédettséget érjék el. A felfüggesztés ugyanaz volt, mint a Panzer I Ausf. C esetében, csak az F változaté vastagabb volt. A kerekeket átlapolták, torziós rudas felfüggesztést kapott. Emiatt lett nagyobb a tömege a tervezettnél.

## Technikai adatok
Frontpáncélzata 80 mm, oldalsó páncélzata 50 mm, felül és alul pedig 25 mm. Egy Maybach HL 45P motor hajtotta, így sebessége 25 km/h, hatótávolsága 150 km volt. Személyzete 2 fő: egy sofőr és egy parancsnok. Tekintettel arra, hogy gyalogságot támogató harckocsi, a torony tetejére 5 periszkópot szereltek, további kettőt a 2 db MG 34-ből álló fegyverzetre. A sofőrnek a tanktest tetejére is szereltek periszkópokat, a kukucskálón kívül.

## Forrás

### Fordítás
Ez a szócikk részben vagy egészben  a   Panzer I Ausf. F című angol Wikipédia-szócikk fordításán alapul.  Az eredeti cikk szerkesztőit annak laptörténete sorolja fel. Ez a jelzés csupán a megfogalmazás eredetét és a szerzői jogokat jelzi, nem szolgál a cikkben szereplő információk forrásmegjelöléseként.